# Ernst Ewald

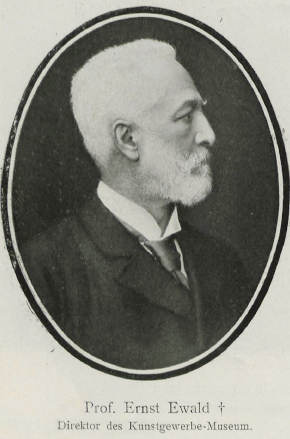
Ernst Ewald.

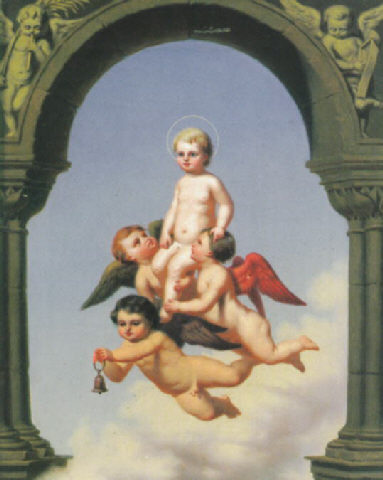
Jesuskind mit Engeln

Ernst Deodat Paul Ferdinand Ewald  (* 17. März 1836 in Berlin; † 30. Dezember 1904 in Deutsch-Wilmersdorf) war ein deutscher Maler.

## Leben
Ewald entstammte einer Bankiersfamilie. Nach dem Besuch des Friedrichswerderschen Gymnasiums studierte er zunächst Medizin und Naturwissenschaften an der Universität Bonn, wo er beim Corps Palatia aktiv war. Er wechselte aber mit 19 Jahren zur Malerei und wurde in Berlin Schüler von Carl Steffeck. Von 1856 bis 1863 lebte er in Paris, wo er ein Jahr lang Schüler von Thomas Couture war. 1864 bereiste er Italien, studierte dort vorzugsweise die Malereien des 15. Jahrhunderts und stellte im gleichen Jahr auf der Berliner akademischen Ausstellung sein in Paris entstandenes Bild der Sieben Todsünden aus. 1865 ließ er sich in Berlin nieder. Ab 1868 unterrichtete Ewald an der Unterrichtsanstalt des Kunstgewerbemuseums Berlin, zu deren Mitgründern er zählte. 1874 wurde er Direktor des Kunstgewerbemuseums Berlin und 1880, nach dem Tod Martin Gropius’, Direktor der Unterrichtsanstalt. 1879 heiratete er die ebenfalls künstlerisch tätige Johanna Ewald (1850–1930), die Tochter seines Cousins, des Malers Arnold Ferdinand Ewald. Johanna Ewald erwarb sich zu ihren Lebzeiten einige Anerkennung als Fächermalerin. Die Ehe blieb kinderlos.
Ernst Ewald schuf Fresken für die Villa Ravené, die 1869 AMalereien in der Bibliothek des Roten Rathauses, Decken- und Wandmalereien in der Burg Cochem und Wachsmalereien mit Szenen der Nibelungensage in der Querhalle der Nationalgalerie. Erhalten sind Glasfenster im Martin-Gropius-Bau (1881) und die von ihm 1888 bis 1890 entworfenen Mosaiken im Kaiser-Friedrich-Mausoleum in Potsdam. Für Friedrich III. war Ewald in dessen Zeit als Kronprinz als Berater in künstlerischen Fragen tätig. 1873/74 gab er dessen Söhnen, den Prinzen Wilhelm und Heinrich, Zeichenunterricht. Ewalds eigenes Werk ist vor allem durch die Orientierung an klassischen Vorbildern und das Bewahren und Vermitteln historischer Formen und Techniken geprägt.
Ernst Ewald starb im Alter von 68 Jahren und wurde auf dem Alten St.-Matthäus-Kirchhof in Schöneberg beigesetzt. Im Zuge der von den Nationalsozialisten 1938/39 auf diesem Friedhof durchgeführten Einebnungen wurden Ewalds sterbliche Überreste auf den Südwestkirchhof Stahnsdorf umgebettet.

## Schriften
- Farbige Illustrationen alter und neuer Zeit. Farbige Dekorationen vom 15.–19. Jahrhundert. Vier Bände, Wasmuth, Berlin 1889–1896.